# Эгмонт, Шарль II
Шарль II д'Эгмонт (фр. Charles II d'Egmont; 1567 — 18 января 1620, Гаага) — 7-й граф Эгмонт, 4-й принц Гаврский, рыцарь ордена Золотого руна.
Третий сын графа Ламораля I д'Эгмонта и Сабины фон Пфальц-Зиммерн.
Дворянин Палаты эрцгерцога Альбрехта VII Австрийского, штатгальтера Испанских Нидерландов. Губернатор Намюра, верховный бальи, капитан-генерал и великий загонщик области и графства Намюрского.
Был послом короля Испании в Германии и Дании. В 1599 году был пожалован в рыцари ордена Золотого руна.
В 1617 унаследовал от бездетного брата Ламораля II графство Эгмонт.

## Семья
Жена (1594): Мария де Ланс, называемая д'Эсс, баронесса двух Обиньи, дама де Абар, Ла-Лонгвиль, старшая дочь Жиля де Ланса, барона двух Обиньи, сеньора де Абар, и Элеоноры де Дуврен, дамы де Ла-Лонгвиль, ван Дудзеле и Стратен
Дети:
- граф Луи д'Эгмонт (1600—27.07.1654). Жена (9.02.1621): графиня Мария-Маргарита де Берлемон (ум. 1654), дочь графа Флорана де Берлемона и графини Маргариты де Лален
- Мадлен д'Эгмонт (1596—7.11.1663, Кёльн). Муж (1613): Александр де Линь де Крой д'Аренберг, князь де Шиме (1590—1629)
- Альбертина д'Эгмонт, дама де Кантен в Камбрези. Муж: Рене де Ренессе, граф ван Варфузее, виконт де Монтенакен, барон де Рев и де Гасбек
- Филиппа-Сабина д'Эгмонт, не замужем